# Machine Head (гурт)
Machine Head — американський геві-метал гурт з Окленда, Каліфорнія. Гурт був створений у 1991 році вокалістом/ритм-гітаристом Роббом Флінном, який залишається єдиним оригінальним учасником гурту. Агресивна музика Machine Head зробила їх одним із піонерських гуртів нової хвилі американського геві-металу. Його поточний склад складається з Флінна, басиста Джареда Макічерна та барабанщика Метта Алстона. Басист Адам Д'юс, гітаристи Лоґан Мейдер, Ару Ластер і Філ Деммел, а також барабанщики Тоні Костанца, Кріс Контос і Дейв Макклейн є колишніми учасниками гурту; Мадер і Контос гастролювали з гуртом в 2019 і 2020 роках в рамках туру до 25-річчя її першого альбому Burn My Eyes (1994).
Перші чотири альбоми Machine Head принесли групі зростаючу базу шанувальників у Європі, однак у Сполучених Штатах гурт не мав успіху до пізніших релізів. Гурт викликав суперечки своїм четвертим альбомом Supercharger (2001), який вийшов через три тижні після терактів 11 вересня; його єдиний сингл Crashing Around You і його музичне відео (у якому зображені палаючі будівлі) було вилучено з усіх ЗМІ. Гурт ледь не розпався в 2002 році після переговорів про відмову від свого лейбла Roadrunner Records в результаті суперечки, однак зрештою гурт знову підписав контракт з лейблом.
Експериментувавши з елементами грув-металу та ню-металу у своїх ранніх релізах, Machine Head змінив традиційне звучання треш-металу та довші пісні зі своїм шостим альбомом The Blackening (2007), який викликав визнання критиків і був обраний альбомом найкращого альбому. Decade від Metal Hammer у 2010 році; перший сингл альбому, «Aesthetics of Hate», також отримав номінацію на премію «Греммі». Гурт досяг подібного успіху з наступними двома альбомами, Unto the Locust (2011) і Bloodstone & Diamonds (2014), перш ніж знову експериментувати з ню-металом у своєму дев’ятому альбомі Catharsis (2018). Machine Head повернулися до свого груву та треш-металу зі своїм десятим і останнім альбомом Of Kingdom and Crown (2022), який став їх першим концептуальним альбомом.
Machine Head випустили десять студійних альбомів, два концертних альбоми, один відеоальбом, 13 синглів і 15 музичних кліпів. Чотири студійні альбоми гурту отримали срібний сертифікат у Сполученому Королівстві, а найвищий пік гурту в Billboard 200 досяг Bloodstone & Diamonds під номером 21. Станом на 2013 рік гурт продав понад три мільйони записів по всьому світу.

## Історія

### Формування іBurn My Eyes(1991—1996)
Гурт заснували 12 жовтня 1991 року в Окленді вокаліст/гітарист Робб Флінн і бас-гітарист Адам Д'юс. Флінн пішов із гурту Vio-lence після бійки між членами гурту та місцевої банди. До гурту приєдналися гітарист Лоґан Мейдер і барабанник Тоні Костанза. Назву гурту придумав Робб Флінн, тому що вона «звучить кльово», незважаючи на поширену думку, що вона прийшла з однойменного альбому Deep Purple.

### The More Things Change… і The Burning Red (1997—2000)
Після туру на підтримку альбому Burn My Eyes музиканти повертаються в студію для запису другого альбому The More Things Change. Альбом вийшов 25 березня 1997 року і одразу ж дебютував під номером 138 в Топ 200 журналу Billboard.

### Supercharger і Through the Ashes of Empires (2001–2005)
Гурт закінчив гастролі в програмі The Burning Red і вступив у студію з продюсером Джонні К, щоб записати Supercharger. Дебютувавши під номером 115 на Billboard 200, альбом був випущений 2 жовтня 2001 року. Альбом зустрічався з тією ж критикою, що і The Burning Red, особливо для постійно присутнього реп-вокалу. Рецензент Blabbermouth.net Борівой Кргін заявив, що Supercharger ", ймовірно, розчарує всіх, хто очікує, що квартет Bay Area повернеться до ультра-тестостерону звуків своїх перших двох альбомів".
Гітарист Філ Деммел виступав з керівником Machine у 2009 році.
Machine Head випустили сингл для "Crashing Around You", а також музичне відео. Відео було оприлюднено через кілька тижнів після атак 11 вересня, і його заборонили на MTV для зображень падіння будівель. Roadrunner Records, сподіваючись отримати неабиякий прибуток від рекламних альбомів, відмовився від фінансування групи, внаслідок чого Machine Head залишив лейбл. У той же час група виїжджала з Roadrunner, Ластер відійшов від гурту через різницю в музичних смаках.
До 2002 року Machine Head продала понад 1,3 мільйона альбомів у всьому світі, а загальний Supercharger (міксований Коліном Річардсоном) продовжував продати 250 000 примірників у всьому світі, що було їх найменшим проданим альбомом на сьогоднішній день. 

### The Blackening (2006–2010)
Шостий студійний альбом Machine Head під назвою The Blackening був випущений у Північній Америці 27 березня 2007 року. Він увійшов до Billboard 200 під номером 53, найвищою позицією чартів для групи на той час, за перший тиждень продажів - 15 000 копій. Він також увійшов до топ-20 у кількох європейських країнах. Робб Флінн заявив під час інтерв'ю, що група є шанувальниками Rush та отримала великий вплив від свого альбому A Farewell to Kings під час створення The Blackening.
Альбом отримав позитивні відгуки від музичних критиків, деякі визнали його найкращим металевим альбомом 2007 року. Рецензент Blabbermouth.net Дон Кей оцінив альбом 9,5 з 10, сказавши, що Blackening є "одним з найчистіших, найтонших, найпотужніших виразів" сучасного хеві-металу, що вийшов і порівняв його з альбомом "Muster of Puppets" 1986 року групи Metallica, а редактор Allmusic Том Джурек назвав альбом "перевершеною люттю". Критик "Ролінг Стоун" Енді Грін відреагував загалом негативно, оскільки був незадоволений піснями, що тривали понад десять хвилин.
Machine Head гастролювали у Північній Америці з Lamb of God, Trivium та Gojira на початку 2007 року, щоб просувати The Blackening, і, пізніше, з гуртами Megadeth та Heaven & Hell у квітні 2007 року. Під час європейського турне група виступила на Download Festival у Донінгтонському парку. Незабаром гурт оголосив про спільне хедлайнерське турне по Японії, Європі та Австралії під назвою "Чорний хрестовий похід" з жовтня по грудень того ж року разом з іншими гуртами включно з Trivium, Arch Enemy, DragonForce (лише Європа) та Shadows Fall (лише Європа). 12 червня 2007 року на преміях Metal Hammer Golden Gods Awards група виграла нагороду за "Найкращий альбом", а Флінн отримав нагороду "Золотий Бог". Machine Head виграв найкращий альбом на Kerrang! Нагороди 2007 року і далі були обрані Альбом Десятиліття Metal Hammer у 2010 році. Група прийшла на зміну Bullet For My Valentine, що підтримує шоу "Wembley Stadium Metallica" 8 липня 2007 року, оскільки вокаліст групи Bullet For My Valentine Метт Так потребував тонзилектомії. Machine Head також відвідали Північну Америку з Hellyeah, Nonpoint та Bury Your Dead на початку 2008 року. Machine Head завершили черговий світовий тур, де вони зіграли в Бенгалуру, Індії, Ізраїлі та Дубаї, США. у березні 2008 р.

## Музичний стиль і впливи
Музика Machine Head поєднує у собі багато жанрів, серед яких треш-метал, грув-метал та хеві-метал. На гурт вплинули такі колективи як Metallica, Exodus, Slayer та Testament, грув-метал гурти Pantera та Exhorder, та гранджеві Nirvana, Soundgarden та Alice in Chains, також помітний вплив гуртів з 70-х, таких як Judas Priest, Iron Maiden, Rush та Black Sabbath.
Їхні перші альбоми Burn My Eyes та The More Things Change… є грув-металом, на основі трешу, який грають Pantera та Exhorder. Альбоми відзначаються брутальним та технічним драммінгом Кріса Контоса та Дейва Макклейна. Гурт змінив музичний напрямок у альбомах The Burning Red та Supercharger, де можна почути ню-метал та альтернативний метал. Головними особливостями альбомів є тексти у стилі реп від Робба Флінна та спрощені гітарні рифи. Така зміна напрямку викликала чимало критики з боку прихильників гурту, оскільки ню-метал був дуже популярний у той час.
Machine Head повернулися до свого трешового грув-метал коріння у альбомі Through the Ashes of Empires, який став достатньо успішним. Для свого наступного альбому, The Blackening, Machine Head ускладнили структуру та технічне виконання своїх композицій, хоча звук залишився схожим на перші альбоми. Unto the Locust відзначається важкими та швидкими рифами від Робба Флінна та Філа Деммеля, яких підтримують швидкі та складні ударні Дейва Макклейна. Також це перший альбом гурту, де можна почути бласт-біт. Робб Флінн використовує різні вокальні техніки, з-поміж яких «чистий вокал», скримінг та гроул.
7 листопада 2014 року відбувся реліз восьмого студійного альбому Machine Head під назвою Bloodstone & Diamonds, який став першим записом за участю нового басиста Джареда МакІчерна. В 2016 випустили сингл Is There Anybody out There?. І в 28 січня 2018р випустили альбом Catharsis І після закінчення туру в листопаді покинули гурт Дейв Макклейн і Філ Деммел...

## Учасники гурту
| Поточні учасники - Робб Флінн — вокал, гітара (1992 — дотепер) - Дейв МакКлейн — ударні (1995 — дотепер) - Філ Деммел — гітара, бек-вокал (2002 — дотепер) - Джаред МакІчерн — бас-гітара, бек-вокал (2013 — дотепер) | Колишні учасники - Лоґан Мейдер — гітара (1992—1998) - Ару Ластер — гітара (1998—2002) - Тоні Костанза — ударні (1992—1994) - Кріс Контос — ударні (1994—1995) - Волтер Райан — ударні (1995) - Адам Д'юс — бас-гітара, бек-вокал (1992 — 2013) |